# Rudi Laermans
Rudi Laermans (22 december 1957) is een Vlaamse socioloog. Hij is als gewoon hoogleraar verbonden aan het Centrum voor Sociologisch Onderzoek van de Katholieke Universiteit Leuven, waar hij theoretische sociologie en kritische maatschappijtheorie doceert. Laermans is actief in het Vlaamse kunstenveld als schrijver voor diverse cultuurmedia, als danscriticus en lesgever aan P.A.R.T.S. of als dramaturg.

## Biografie
Laermans studeerde aanvankelijk filosofie maar maakte deze studie niet af. Later keerde hij terug naar de schoolbanken en behaalde een diploma sociologie aan de Katholieke Universiteit Leuven. Daar behaalde hij eveneens zijn doctoraat dat een godsdienstsociologisch thema behandelde, getiteld "In de greep van de "moderne tijd". Modernisering en verzuiling, individualisering en het naoorlogse publieke discours van de ACW-vormingsorganisaties : een proeve tot cultuursociologische duiding". Van 1995 tot 2006 leidde hij het Centrum voor Cultuursociologie, dat diverse onderzoeken verrichtte rond het Vlaamse cultuurbeleid, de evolutie in de cultuurparticipatie, en het functioneren en de beleidsmatige regulering van specifieke cultuurvelden (hedendaagse dans, beeldende kunst, erfgoed …). In zijn onderzoek richt hij zich vooral op de geschiedenis van de sociologie, de sociologie theorievorming (in het bijzonder de sociale systeemtheorie, het Franse neo-pragmatisme en de kritische maatschappijtheorie), de cultuurtheorie en de kunstsociologie. Binnen deze domeinen gaat zijn interesse vooral uit naar nieuwe conceptualiseringen van ‘het sociale’ en ‘het politiek’, de subjectnotie en het thema 'agency' (of handelingsvermogen), en het cultuurbegrip.
Hij gaf eveneens les aan de door Anne Teresa De Keersmaeker opgerichte dansschool P.A.R.T.S. te Brussel, en werkte een tijdlang als intellectual in residence voor de Belgische kunstenaar Alexander Vantornhout. Hij publiceerde in 2015 Moving Together: Theorizing and Making Contemporary Dance, een eerste uitgebreide studie naar hedendaagse dans dat meteen ook een standaardwerk binnen de theorie van de hedendaagse dans wordt genoemd. Hierin geeft hij onder meer gedetailleerde beschrijvingen van sleutelwerken uit de Vlaamse dansscène van Anne Teresa De Keersmaeker, Meg Stuart, Jérôme Bel of Boris Charmatz, die cruciaal waren voor de hedendaagse dans wereldwijd.
In 2022 kondigde Rudi Laermans zijn emeritaat aan bij de KU Leuven, waar hij op 20 mei 2022 zijn afscheidscollege  gaf. Hij is ook actief als schrijver en opiniemaker voor diverse (cultuur)media als De Standaard, De Morgen, SamPol, Etcetera, Rekto:verso.

## Publicaties (selectie)
- Sluipwegen van het denken : Over Michel de Certeau, met Koen Geldof, Nijmegen, SUN, 1996
- Sociale systemen bestaan : een kennismaking met het werk van Niklas Luhmann, Leuven, Acco, 1997
- Communicatie zonder Mensen. Een systeemtheoretische inleiding in de sociologie, Amsterdam, Boom, 1999
- Het Vlaams Cultureel Regiem, PDF, 2001
- Een omgeving voor actuele kunst. Een toekomstperspectief voor het beeldende-kunstenlandschap in Vlaanderen, met Pascal Gielen, Tielt/Gent, Lannoo/Initiatief Beeldende Kunsten vzw (IBK), 2004
- Cultureel goed. Over het (nieuwe) erfgoedregiem, met Pascal Gielen, Heverlee, LannooCampus, 2005
- Cultuurkijker - Cultuurparticipatie in meervoud. Empirische bouwstenen voor een genuanceerde visie op de cultuurdeelname in Vlaanderen, Antwerpen, Uitgeverij de Boeck nv, 2006
- Moving Together: Theorizing and Making Contemporary Dance, Amsterdam, Valiz, 2015, https://www.valiz.nl/publicaties/moving-together.
- Klein lexicon van het managementjargon · Een kritiek van de nieuwe newspeak, Antwerpen, Uitgeverij EPO 2016
- Ik, wij, zij · Sociologische wegwijzers voor onze tijd, Gent, Owl Press, 2020, https://borgerhoff-lamberigts.be/boeken/ik-wij-zij.
- Gedeelde angsten · Kleine sociologie van de maatschappelijke onzekerheid, Amsterdam, Boom, 2021, https://www.boomfilosofie.nl/product/100-10278_Gedeelde-angsten.

- Bibsys: 3105908
- Bibliothèque nationale de France: cb123430653 (data)
- Gemeinsame Normdatei: 134127242
- International Standard Name Identifier: 0000 0000 3025 8281
- Library of Congress Control Number: n94076541
- Nationale Bibliotheek van Tsjechië: xx0236761
- Nationale Bibliotheek van Israël: 987007386857505171
- Nederlandse Thesaurus van Auteursnamen: 079163270
- Système universitaire de documentation: 032392583
- Virtual International Authority File: 9922408
- WorldCat: E39PBJy8mRM9fW9HmPwRw4fTHC